# Leclercera ekteenensis
Leclercera ekteenensis es una especie de araña araneomorfa del género Leclercera, familia Psilodercidae. Fue descrita científicamente por Chang & Li en 2020.
Habita en Nepal. El holotipo masculino mide 3,09 mm.